# Pyrrhonismus
Pyrrhonismus ist die Bezeichnung für eine historische Variante des Skeptizismus, die auf den antiken griechischen Philosophen Pyrrhon von Elis (ca. 362 v. Chr. – 275/270 v. Chr.) zurückgeht. Der Pyrrhonismus, auch „pyrrhonische Skepsis“ genannt, ist die älteste in Europa entstandene Form des Skeptizismus. Seine Anhänger werden Pyrrhoneer (seltener Pyrrhoniker) genannt.

## Begriffsabgrenzung
Im Unterschied zu Platonikern, Peripatetikern, Stoikern und Epikureern gab es bei den Pyrrhoneern keine Schule als Institution mit festem Sitz, sondern nur einzelne Lehrer, um die sich Schüler scharten.
Man unterscheidet zwischen Älterem und Jüngerem Pyrrhonismus. Der Ältere Pyrrhonismus, auch Ältere Skepsis genannt, ist die von Pyrrhon selbst sowie seinen Schülern und deren Schülern vertretene Philosophie. Der prominenteste Schüler Pyrrhons war Timon von Phleius. Als Jüngeren Pyrrhonismus bezeichnet man die im 1. Jahrhundert v. Chr. von Ainesidemos begründete Tradition. Ihr bekanntester Vertreter ist Sextus Empiricus, der im späten 2. Jahrhundert n. Chr. lebte.
Neben der pyrrhonischen Skepsis gab es in der Antike noch eine weitere skeptische Hauptrichtung, die „akademische Skepsis“, die in der Platonischen Akademie rund 180 Jahre lang herrschte. Die akademischen Skeptiker vertraten zum Teil gemäßigtere Varianten des Skeptizismus als die Pyrrhoneer, die alle radikal (aus ihrer Sicht: konsequent) waren. Pyrrhoneer wie Sextus Empiricus betrachteten nur ihren eigenen Skeptizismus als völlig konsequent und unterstellten den akademischen Skeptikern mangelnde Folgerichtigkeit. Die Unterschiede zwischen den Pyrrhoneern und der radikalen Richtung unter den akademischen Skeptikern, zu der vor allem Kleitomachos zählte, waren allerdings sehr gering.
In der Frühen Neuzeit wurde der Pyrrhonismus breiteren Kreisen von Gebildeten bekannt, nachdem in den sechziger Jahren des 16. Jahrhunderts Werke des Sextus Empiricus in lateinischer Übersetzung erschienen waren. Man übernahm nun von Sextus die Dreiteilung der Philosophen in „Akademiker“, (pyrrhonische) „Skeptiker“ und „Dogmatiker“. „Dogmatiker“ war die abschätzige Bezeichnung der Skeptiker für alle nichtskeptischen Philosophen. Den „Akademikern“ (akademischen Skeptikern) unterstellte man in der Frühen Neuzeit oft – historisch unzutreffend – einen „dogmatischen Skeptizismus“ („Ich weiß, dass ich nichts weiß“ als Tatsachenbehauptung), den Pyrrhoneern – korrekt – die Einbeziehung ihrer eigenen Aussagen in die Skepsis („Selbsteinschluss“ des Skeptizismus).
Zu den Inhalten des Pyrrhonismus siehe die Hauptartikel Skeptizismus und Pyrrhon von Elis.

## Rezeption
Bereits Cicero (106 v. Chr.–43 v. Chr.) zählte die Pyrrhoneer (wie auch die Megariker, die Eretriker und die Herilleer) zu den seit langem in Vergessenheit geratenen Philosophen.
Michel de Montaigne erwähnt Pyrrhon in seinen Essais an mehreren Stellen. So fasst er den Pyrrhonismus in der Apologie für Raymund Sebond treffend zusammen: „Man stelle sich ein fortwährendes Bekennen von Unwissenheit vor, ein völlig unparteiisches, unter keinen Umständen irgendeiner Sache zuneigendes Denken, und man hat vom Pyrrhonismus den richtigen Begriff.“